# Dominion Women's Enfranchisement Association
Dominion Women's Enfranchisement Association (DWEA), från 1907 kallad Canadian Suffrage Association, var en kanadensisk kvinnorättsorganisation, grundad 1889. Syftet var att arbeta för kvinnlig rösträtt.
DWEA grundades av Emily Stowe, som tidigare hade grundat både Kanadas första kvinnoorganisation och dess första rösträttsförening. Stowe var föreningens president till sin död 1903. Bildandet av DWEA kan ses som början på Kanadas kamp för kvinnlig rösträtt nationellt, och följdes av bildandet av många lokala rösträttsföreningar i Kanada, framför allt i Ontario. DWEA lämnade in en ansökan om kvinnlig rösträtt till parlamentet 1890. Det förespråkade främst rösträtt på samma villkor som män, vilket vid denna tidpunkt inte innebar allmän rösträtt utan rösträtt till skattebetalande medborgare oavsett kön. DWEA omvandlades år 1907 till Canadian Suffrage Association, med Stowes dotter Augusta Stowe-Gullen som ordförande. 